# Premier gouvernement pré-constitutionnel
Royaume d'Espagne
Arias II Second gouvernement pré-constitutionnel
Le premier gouvernement pré-constitutionnel de la monarchie espagnole (Primer Gobierno preconstitucional de la Monarquía española) était le gouvernement du royaume d'Espagne, du 13 décembre 1975 au 8 juillet 1976.

## Contexte

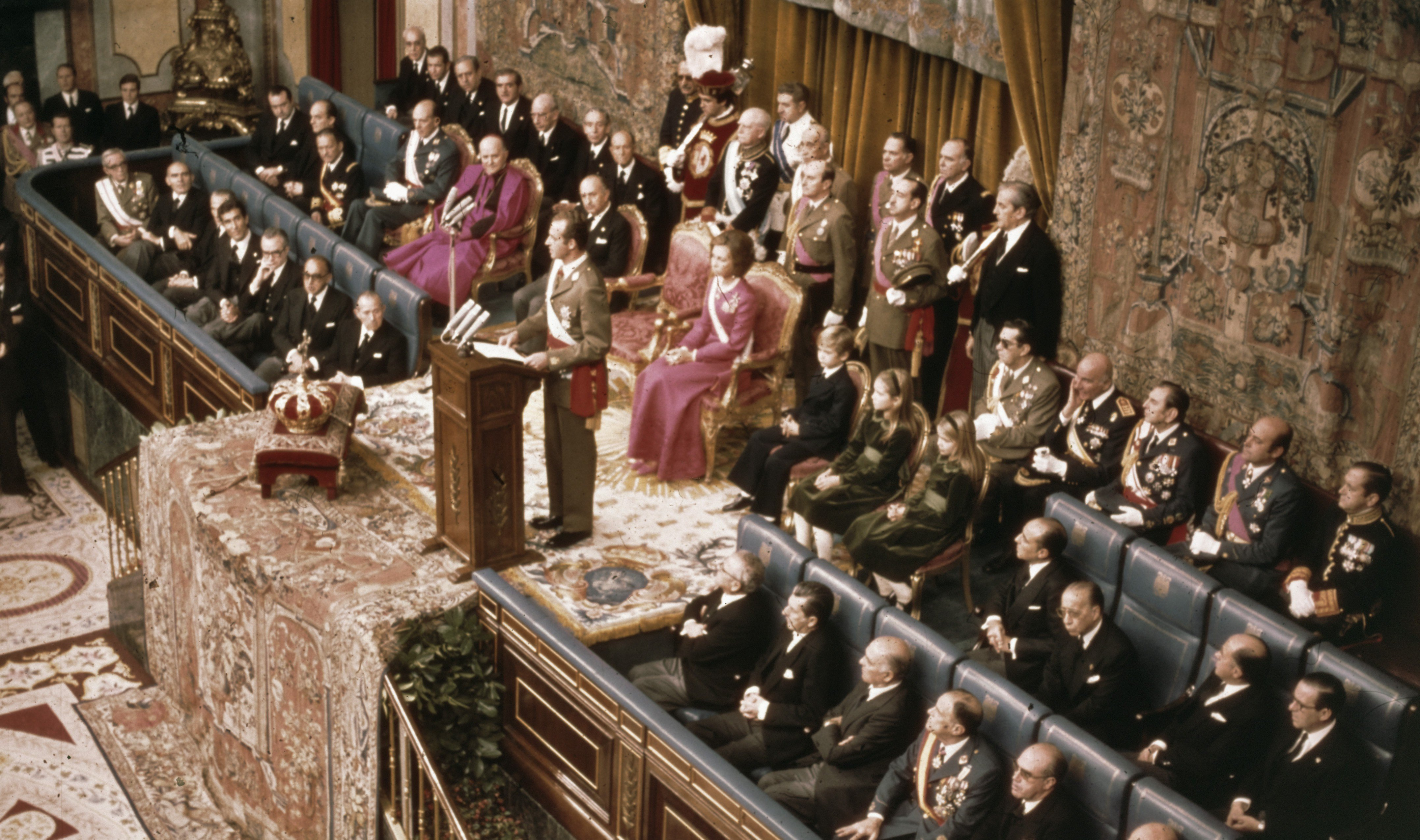
Proclamation de Juan Carlos Ier le 22 novembre 1975

Le 20 novembre 1975, le général Franco meurt après trente-neuf ans au pouvoir. Son héritier désigné, Juan Carlos de Borbón est proclamé roi deux jours plus tard. Désireux d'entamer des réformes politiques en Espagne, ce dernier se retrouve face à l'appareil d'État franquiste : l'armée, le Mouvement national, les Cortes franquistes et le Conseil du Royaume.
La situation est délicate, l'armée lui étant en apparence acquise, Juan Carlos Ier ne désire pas entamer une épreuve de force sans avoir un gouvernement en totale solidarité avec lui. Or il ne peut désigner un président du gouvernement sans l'avis du Conseil du Royaume. Véritable verrou dans l'architecture institutionnelle franquiste, le Conseil du Royaume doit présenter une liste composée de trois noms de responsables politiques potentiellement premier ministrables et cette procédure ne semble guère contournable.

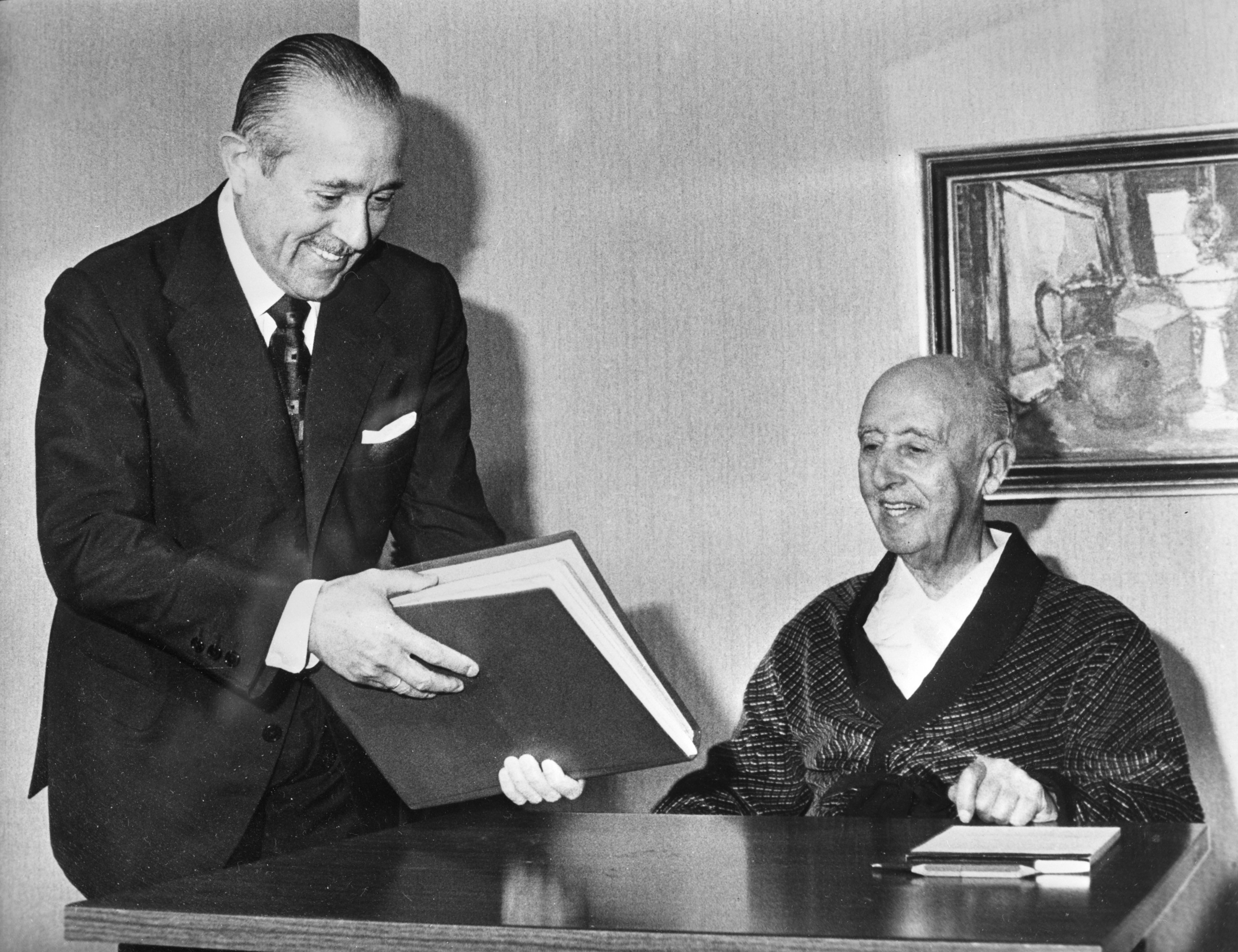
Carlos Arias Navarro est le dernier chef de gouvernement nommé par Franco (ici le 23 octobre 1975)

De plus le dernier chef du gouvernement désigné par Franco, Carlos Arias Navarro, n'a aucune envie de céder sa place arguant que Franco l'ayant nommé pour cinq ans, son mandat court jusqu'en janvier 1979. D'un autre côté, le Bunker (les franquistes les plus conservateurs, hostiles à Juan Carlos) fait bloc derrière Arias et milite contre toute initiative de changement.
Cependant Alejandro de Valcárcel, le président des Cortes et du Conseil du Royaume arrive au terme de son mandat. Profitant de cette opportunité, Juan Carlos passe un marché avec Arias en appuyant la candidature de Torcuato Fernández-Miranda au poste de président des deux institutions franquistes. En échange de quoi, Arias démissionnerait et serait automatiquement reconduit à la tête d'un nouveau gouvernement. Cela constitue un moyen simple d’écarter le principal obstacle à son maintien, du point de vue d'Arias, et une simple marque d'attention et de fidélité due au nouveau roi d'Espagne, héritier désigné par Franco lui-même du point de vue de ses alliés du Bunker.
Mais très vite Juan Carlos entend écarter une grande partie des ministres du précédent gouvernement, dont seuls trois ministres sont conservés (Antonio Valdés aux Travaux publics, José Solís au Travail, Pita da Veiga à la Marine) et faire émerger des têtes nouvelles : l'ancien ambassadeur aux États-Unis Antonio Garrigues Díaz-Cañabate remplace Pascual à la Justice, l'entrepreneur Juan Miguel Villar Mir devient ministre des Finances et aucune affiliation franquiste connue. S'ensuit l'entrée en force des démocrates-chrétiens : Alfonso Osorio (Présidence), Leopoldo Calvo-Sotelo (Commerce), Rodolfo Martín Villa (Relations syndicales) et Adolfo Suárez qui prend le ministère-secrétariat général du Mouvement.

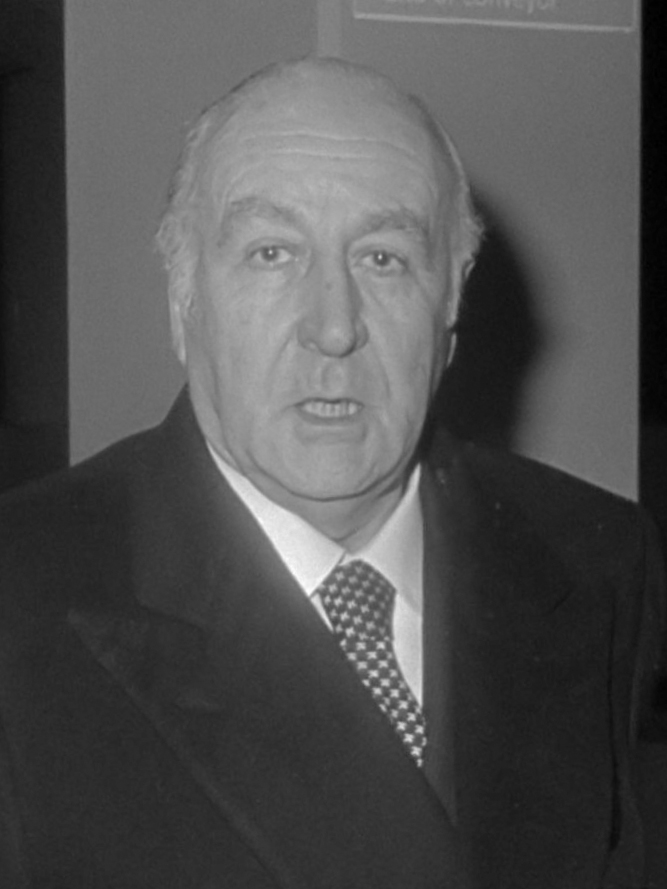
José María de Areilza.
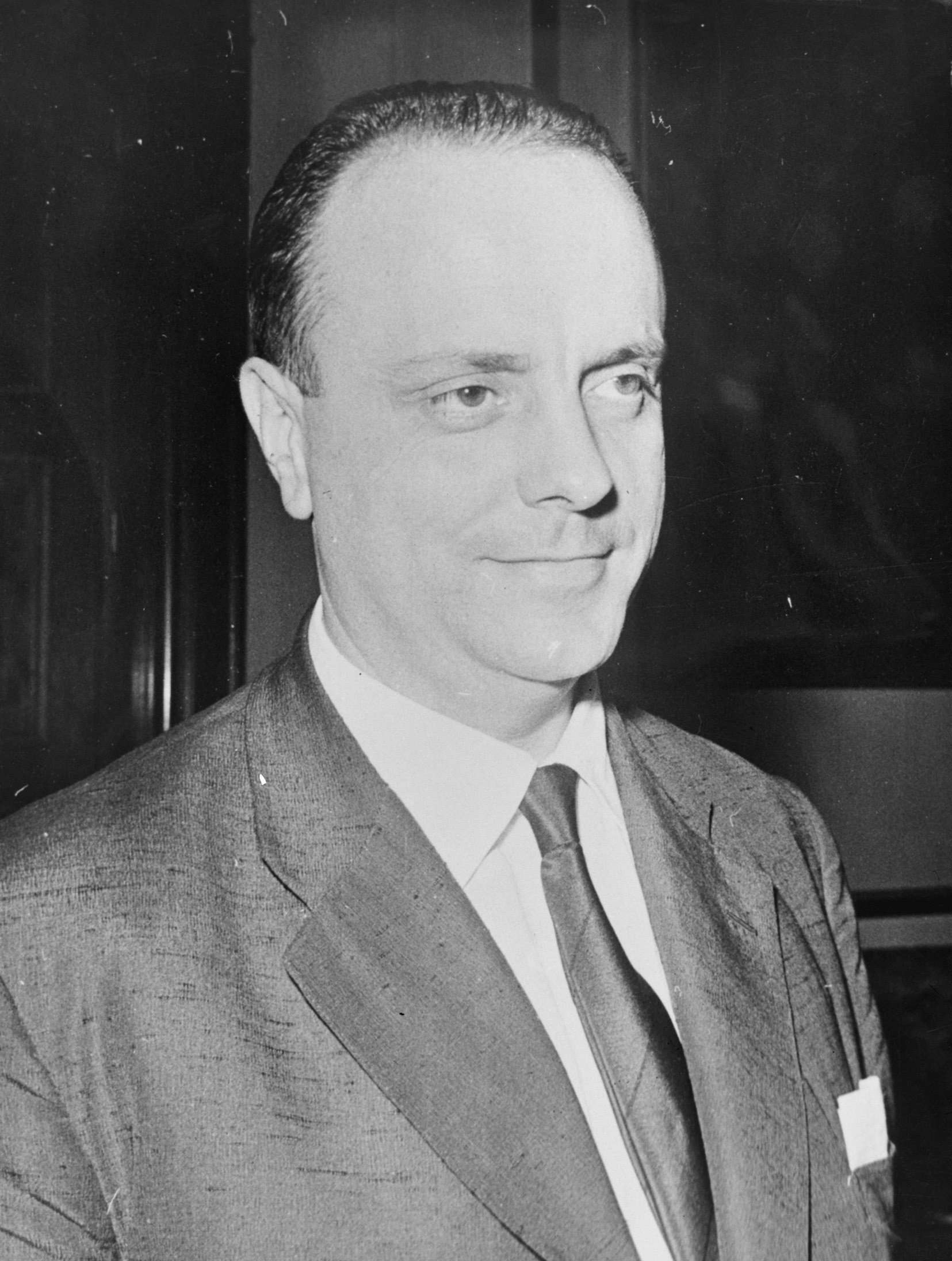
Manuel Fraga.
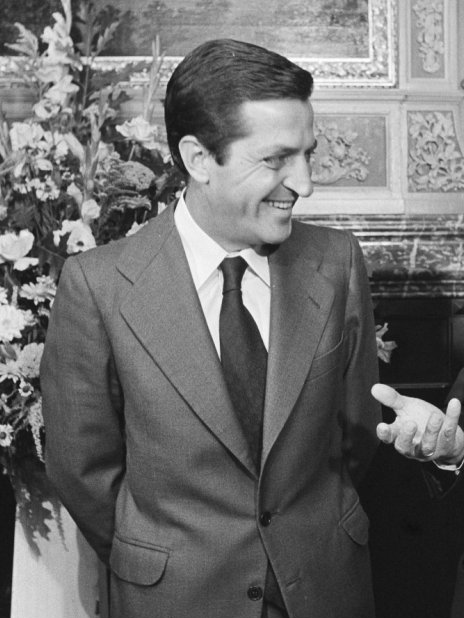
Adolfo Suárez.
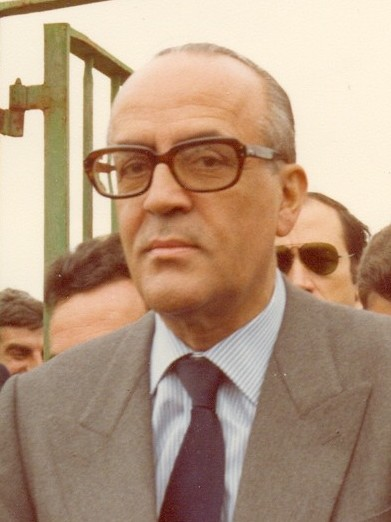
Leopoldo Calvo-Sotelo.
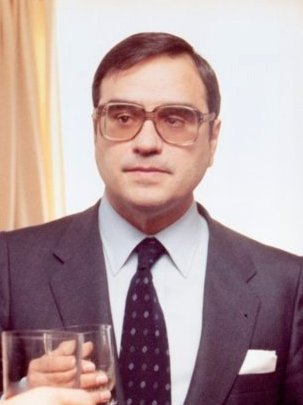
Rodolfo Martín Villa.
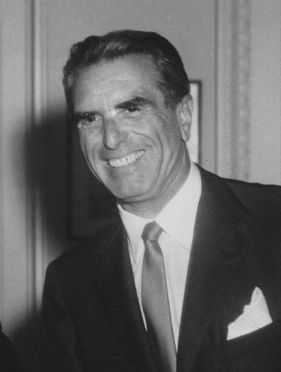
Antonio Garrigues

La nomination du général Fernando de Santiago au poste de 1er vice-président chargé des Affaires de défense vise surtout à rassurer l'armée d'autant que celui-ci était réputé proche du Bunker,.
La nomination de Manuel Fraga à l'Intérieur fragilise Arias vis-à-vis du Bunker, car Fraga (ancien ministre de Franco de 1962 à 1969) est plus prestigieux et plus compétent que le président du gouvernement et recours potentiel des franquistes si Arias était chassé du pouvoir par le Roi. D'ailleurs, Fraga impose son propre beau-frère Carlos Robles Piquer à l'Éducation, et un de ses anciens collaborateurs, Adolfo Martín-Gamero à l'Information et au Tourisme, ce qui ne favorise pas l’autorité d’Arias sur ces derniers.
Mais la nomination la plus spectaculaire et la plus inacceptable pour les franquistes est celle de José María de Areilza au ministère des Affaires étrangères. Diplomate de carrière passé dans l'opposition monarchique au début des années 1960, il fut chargé des questions politiques auprès du comte de Barcelone, opposant historique au général Franco et père du Roi. La principale tâche d’Areilza consistera à vendre la réforme, voulue par le Roi, aux capitales européennes et à Washington.
Prêtant serment le 13 décembre, le gouvernement apparaît aux yeux des commentateurs politiques en deçà des attentes du Roi exprimées lors de son discours de couronnement. . À ce stade, Juan Carlos semble prôner la réforme mais reste prudent et préfère concentrer son attention sur l’armée. De plus il ne souhaite pas présider régulièrement le Conseil des ministres afin « de ne pas s'user dans les inévitables disputes »[réf. nécessaire]. C'est un attelage bancal entre des ministres appartenant à des secteurs disparates du franquisme, dont on voulait s'assurer la collaboration ou du moins la neutralité, et un Premier ministre en sursis dont la composition du cabinet lui fut imposée soit par le Roi soit par les poids lourds de son propre gouvernement. Sans aucune feuille de route ou programme politique, quoique Arias esquisse quelques grandes lignes directrices (loyauté envers la monarchie, unité nationale, anticommunisme, défense et garantie de l'ordre public), ce gouvernement est sans leadership.
Sur cette incertitude politique viennent se greffer des problèmes économiques ; le taux d’inflation est de 17 % fin 1975, à cela s’ajoute une forte revendication ouvrière de revalorisation des salaires et en complément, le rétablissement de la liberté syndicale et l’amnistie politique. Autre point épineux pour le gouvernement, le premier trimestre de l’année 1976 marque l’échéance à laquelle doivent être renouvelés les deux tiers des conventions collectives du pays, ce qui représente un total de deux mille conventions. Le tout s’ajoute à un fait indéniable, surtout depuis la mort de Franco : le Syndicat vertical, l’organisation syndicale officielle, est soit infiltré par le PCE (à travers les commissions ouvrières) où, de manière clandestine, les anciennes centrales syndicales (UGT et USO) interdites depuis la fin de la guerre civile se sont réorganisées. De fait, le Syndicat vertical était totalement désorganisé et incapable d'endiguer la moindre contestation ou revendication sociale future.
Tous ces facteurs mis bout à bout portent en germe une relance des conflits sociaux, intervenant de surcroît dans un contexte de crise économique internationale dont les effets commencent à se faire sentir en Espagne.

## Composition
| Poste                                                                          | Titulaire                               |
| ------------------------------------------------------------------------------ | --------------------------------------- |
| Président du gouvernement                                                      | Carlos Arias Navarro                    |
| 1er vice-président (chargé des Affaires de défense) Ministre sans portefeuille | Fernando de Santiago y Díaz de Mendívil |
| 2e vice-président (chargé des Affaires intérieures) Ministre de l'Intérieur    | Manuel Fraga                            |
| 3e vice-président (chargé des Affaires économiques) Ministre des Finances      | Juan Miguel Villar Mir                  |
| Ministres                                                                      |                                         |
| Ministre des Affaires étrangères                                               | José María de Areilza                   |
| Ministre de la Justice                                                         | Antonio Garrigues Díaz-Cañabate         |
| Ministre de l'Armée de terre                                                   | Félix Álvarez-Arenas y Pacheco          |
| Ministre de l'Armée de l'air (es)                                              | Carlos Franco Iribarnegaray             |
| Ministre de la Marine                                                          | Gabriel Pita da Veiga y Sanz (es)       |
| Ministre de l'Industrie                                                        | Carlos Pérez de Bricio (es)             |
| Ministre du Commerce                                                           | Leopoldo Calvo-Sotelo                   |
| Ministre des Travaux publics                                                   | Antonio Valdés González-Roldán (es)     |
| Ministre de l'Agriculture                                                      | Virgilio Oñate Gil (es)                 |
| Ministre du Logement                                                           | Francisco Lozano Vicente (es)           |
| Ministre du Travail                                                            | José Solís                              |
| Ministre de l'Éducation                                                        | Carlos Robles Piquer                    |
| Ministre de l'Information et du Tourisme (es)                                  | Adolfo Martín-Gamero (es)               |
| Ministre, secrétaire général du Mouvement national                             | Adolfo Suárez                           |
| Ministre des Relations syndicales (es)                                         | Rodolfo Martín Villa                    |
| Ministre de la Présidence                                                      | Alfonso Osorio                          |

## Historique du gouvernement
Le 26 décembre eut lieu le premier Conseil des ministres où les questions de réforme furent abordées. Devant les tergiversations d’Arias, Fraga soumit à ses collègues un projet dans lequel il proposait d’élaborer une nouvelle loi électorale afin d’instaurer un système bicaméral, la réforme de la loi des associations ; liberté de réunion et d’expression. Il fut convenu que ledit projet soit présenté d’ici la fin janvier aux Cortes.
Le 29 décembre, le ministre des Finances, Villar Mir, prononça aux Cortes un discours dans lequel il expliqua que la situation économique imposait le gel des salaires, car « dans la course entre les prix et les salaires, ce sont sans conteste les salaires qui ont été les vainqueurs ». Cette maladresse jeta les salariés dans la rue.

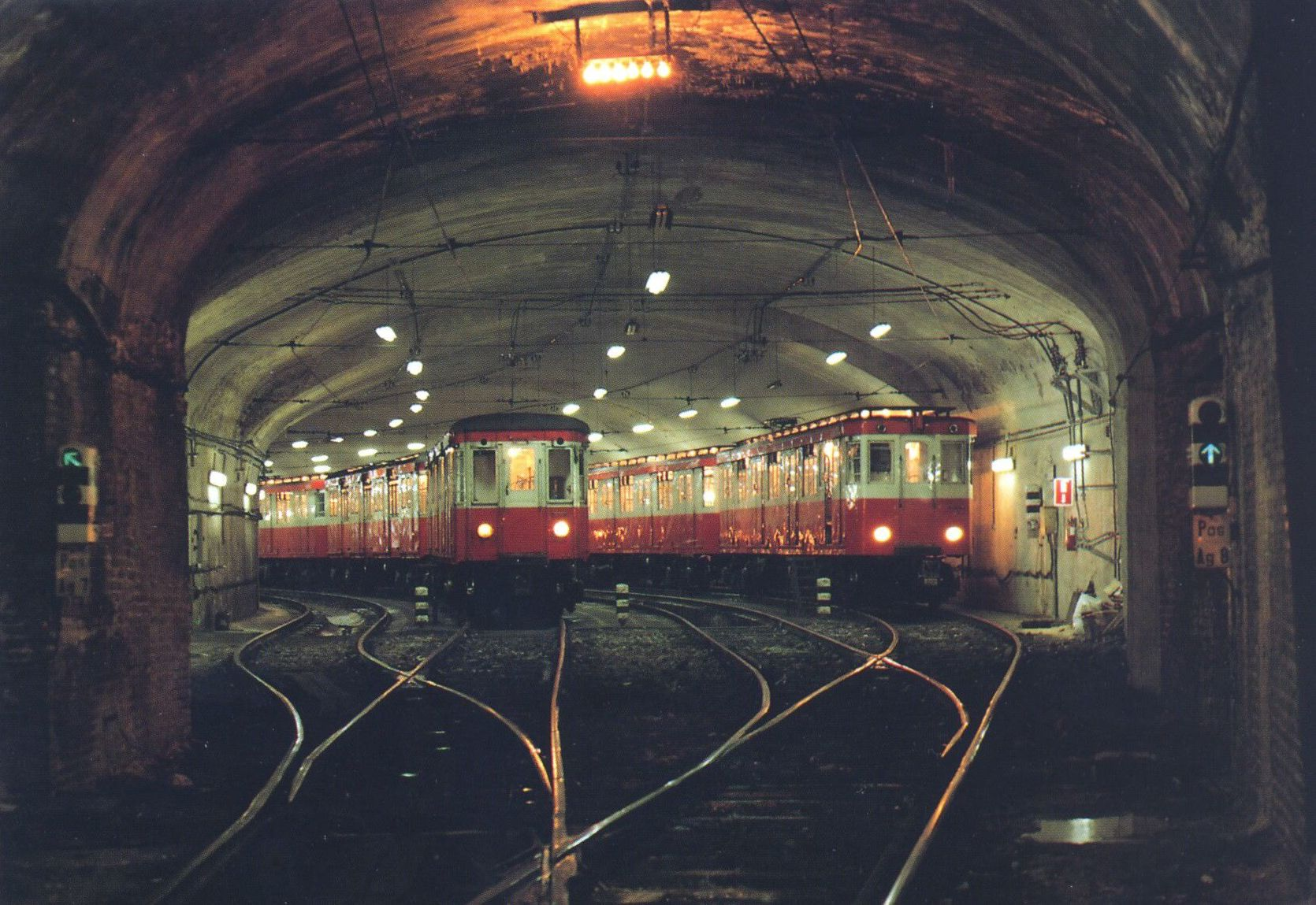
Rames du Métro de Madrid

Le 5 janvier 1976, un mouvement de grève débuta dans le métro de Madrid, et s’amplifia le 9 janvier dans d’autres secteurs économiques espagnols. À la mi-janvier, le mouvement atteignit plus de 300 000 grévistes, rien qu’à Madrid.
Le 28 janvier, Arias Navarro présenta son programme de gouvernement en faisant siennes les idées de réforme proposées par son vice-président, mais son discours fut noyé dans une rhétorique autoritaire émaillée de références à Franco, d’accusations envers les médias et de menaces contre l’opposition. Fait notable, le gel des salaires évoqué fin décembre est écarté. Avec ce discours, Arias sembla rassurer le Bunker et calmer les grévistes en compromettant sérieusement la crédibilité de son gouvernement.
Il n’en fut rien. Début février, l’attitude de certains patrons, pratiquant des lock-outs et des licenciements de gréviste ; la rhétorique sécuritaire de Fraga ; la circonspection et les hésitations de l’opposition durcissent le mouvement. À Barcelone, près de 100 000 personnes défilent sous le slogan « Liberté amnistie, statut d’autonomie ».
Le 11 février fut mise en place une commission mixte gouvernement-Conseil national, chargée d’élaborer les textes réformateurs devant être soumis aux Cortes. Dans son discours inaugural, Arias déclara être « […] le mandataire de Franco et de son testament ».
Au même moment, Juan Carlos commença à manifester son impatience devant les lenteurs de la réforme. Le Roi, qui avait initialement choisi de se cantonner dans un rôle d’arbitre afin de ne pas se compromettre dans les querelles politiques, ne pouvait ignorer que le sort de la monarchie nouvellement restaurée était lié à celui du processus démocratique. Dans l’immédiat, son objectif était de faire accepter par la population une institution monarchique qui n’avait d’autre légitimité que celle, bien mince, que lui conférait la légalité franquiste.
Le 16 février, le roi effectua sa première visite officielle en Catalogne. Au milieu de son discours, retransmis en direct à la télévision, il se mit à parler en catalan à la stupeur générale de son auditoire. Dans son discours il invita toute la population à prêter son concours à l’instauration d’une « démocratie authentique ». Dix jours plus tard, alors que l’Espagne connait une effervescence sociale sans précédent, Juan Carlos se plaignit ouvertement devant son ministre des Affaires étrangères du manque d’initiative du gouvernement, auquel il reprochait d’être à la traîne.
Le 3 mars, en accord avec la Loi organique de l'État, le Roi présida une réunion du Conseil du Royaume. Il prononça à cette occasion une allocution qui annonça sans ambiguïté sa volonté de ne pas rester passif devant la détérioration de la situation : « il revient au Roi de prendre la décision ultime dans les affaires de la plus haute importance ainsi que dans la situation qui impose une décision exceptionnelle, grave ou urgente. » Mais en affirmant que « […] La volonté du Roi ne pourrait être ni supplantée ni aliénée », il se garda bien de ne pas trop froisser les conseillers dont la coopération lui était nécessaire. Il invita d’ailleurs les conseillers à étudier à fond leurs prérogatives, car les circonstances du moment pourraient les conduire à les exercer. Il cita comme exemple l’organisation d’un référendum pour faire barrage à « certaines minorités ». Le jour même à Vitoria, province d’Alava, la police tenta de déloger, au moyen de gaz lacrymogènes, les cinq mille grévistes réunis en assemblée dans l’église Saint-François-d ’Assise pour une « journée de lutte », ce qui provoqua un mouvement de panique. Se voyant submergée par la foule qui se précipitait hors de l’église, la police ouvrit le feu, tuant deux personnes. Dans les heures qui suivirent la ville entière s’embrasa et les affrontements entre les manifestants et les forces de l’ordre, qui tirèrent à balles réelles, se multiplièrent. Bilan de la journée : quatre morts et une centaine de blessés.

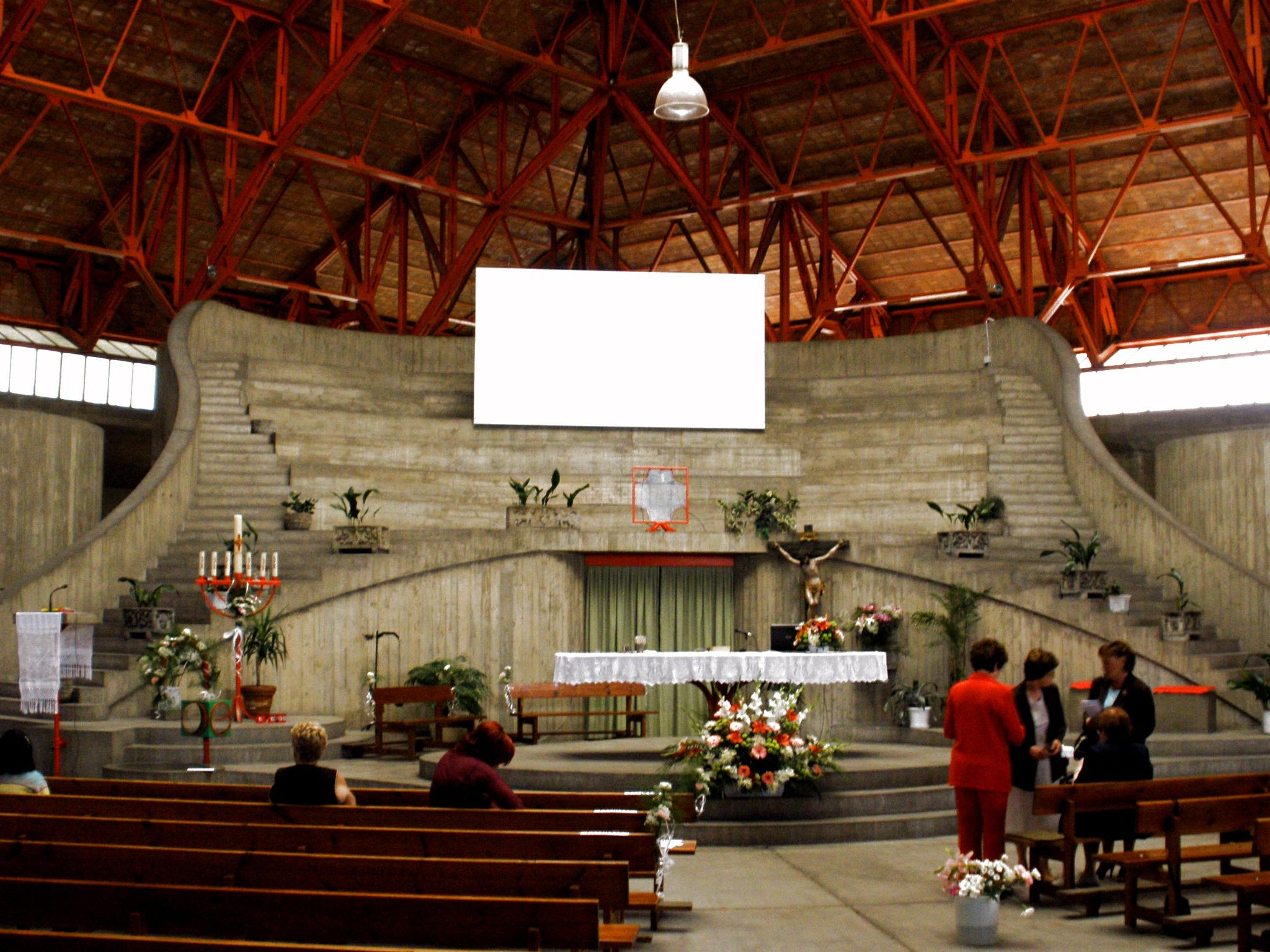
Paroisse de Saint-François-d'Assise, à Vitoria-Gasteiz.

Arias voulut déclarer l’état d’exception dans la région, ce dont le dissuada Adolfo Suárez qui assurait l’intérim du ministre de l’Intérieur, ce dernier étant en voyage à l’étranger. De l’avis de tous[réf. souhaitée], le sang-froid de Suárez se révéla décisif pour empêcher que les évènements ne prennent des proportions plus dramatiques. Mais le 5 mars, jour des obsèques des victimes, le capitaine général de la zone, en accord avec le général Santiago, donna l’ordre aux forces militaires cantonnées à Vitoria d’intervenir au moindre incident et demanda l'autorisation au gouvernement de déclarer l’état de guerre dans la ville. Suarez dut intervenir pour rappeler que le maintien de l'ordre était du ressort du pouvoir civil.
Les événements de Vitoria et l’intervention du Roi aux Conseil du Royaume marquèrent un tournant majeur : l’entrée dans l’arène politique de Juan Carlos amorce le processus d’isolement d’Arias Navarro dans l’optique d’un simple changement-pour l’instant-de chef de gouvernement en évitant de créer des remous parmi les ministres face à un inévitable remaniement, tout en invitant les conseillers du Royaume à suggérer un nom de remplacement. Il était clair qu'Arias ne comptait plus guère d’amis parmi les conseillers. Le deuxième point capital est aussi l’entrée de la hiérarchie militaire dans l’arène politique : jusqu’à présent elle s’est tenue à l’écart des affaires publiques depuis le 20 novembre 1975, mais après Vitoria, elle exige des garanties quant à la conduite du processus de réforme.
Le 8 mars, les quatre ministres militaires (Iribarnegaray, Pita da Veiga (es), Pacheco et Díaz de Mendívil) rencontrèrent Fraga pour lui demander de leur expliquer « la portée de la réforme politique et les garanties qu’ils pouvaient donner à leurs […] subordonnés ». Cerveau du projet de réforme du gouvernement mais sceptique face la situation, cette rencontre nourrit les propres ambitions politiques de Fraga. De plus, il ne donna aucun détail sur le contenu des engagements qu’il « pouvait » ou « aurait » pris avec les militaires, ce qui eut le don d’agacer et inquiéter ses collègues, en particulier Areilza[réf. nécessaire].

Le 26 mars, à l’initiative du PCE, les différentes organisations de l’opposition fusionnèrent pour créer la Coordination démocratique ou la Patajunta. Cette dernière publia un manifeste dans lequel elle rejette le processus de réforme engagé par le gouvernement, exigea une amnistie politique immédiate et la liberté syndicale. Mais la diversité de ces organisations et les querelles internes, souvent héritées de la guerre civile, firent échouer, dans un premier temps, la Platajunta. 

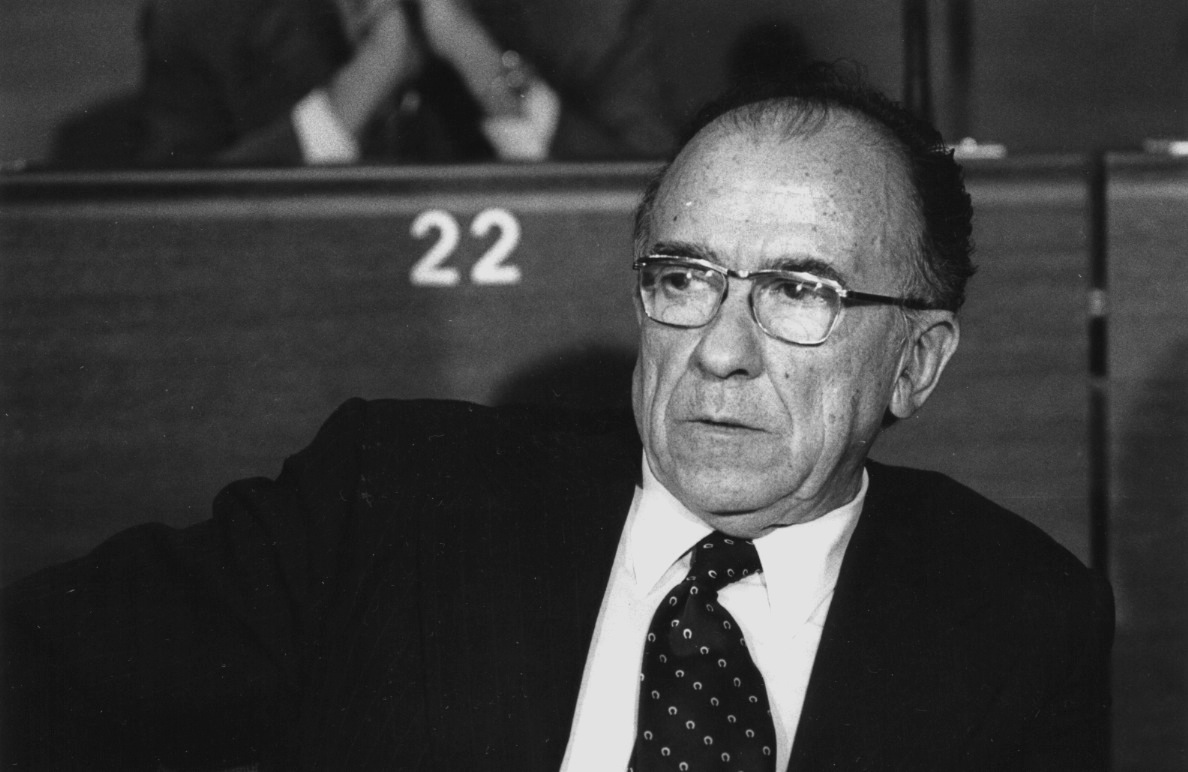
Santiago Carrillo, chef du parti communiste espagnol.
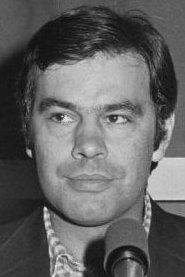
Felipe González, chef du PSOE.
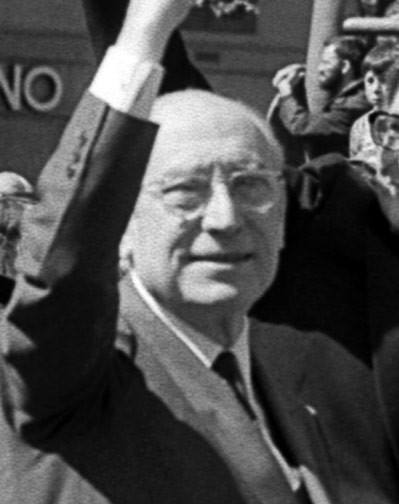
Enrique Tierno Galván, chef du Parti socialiste populaire.
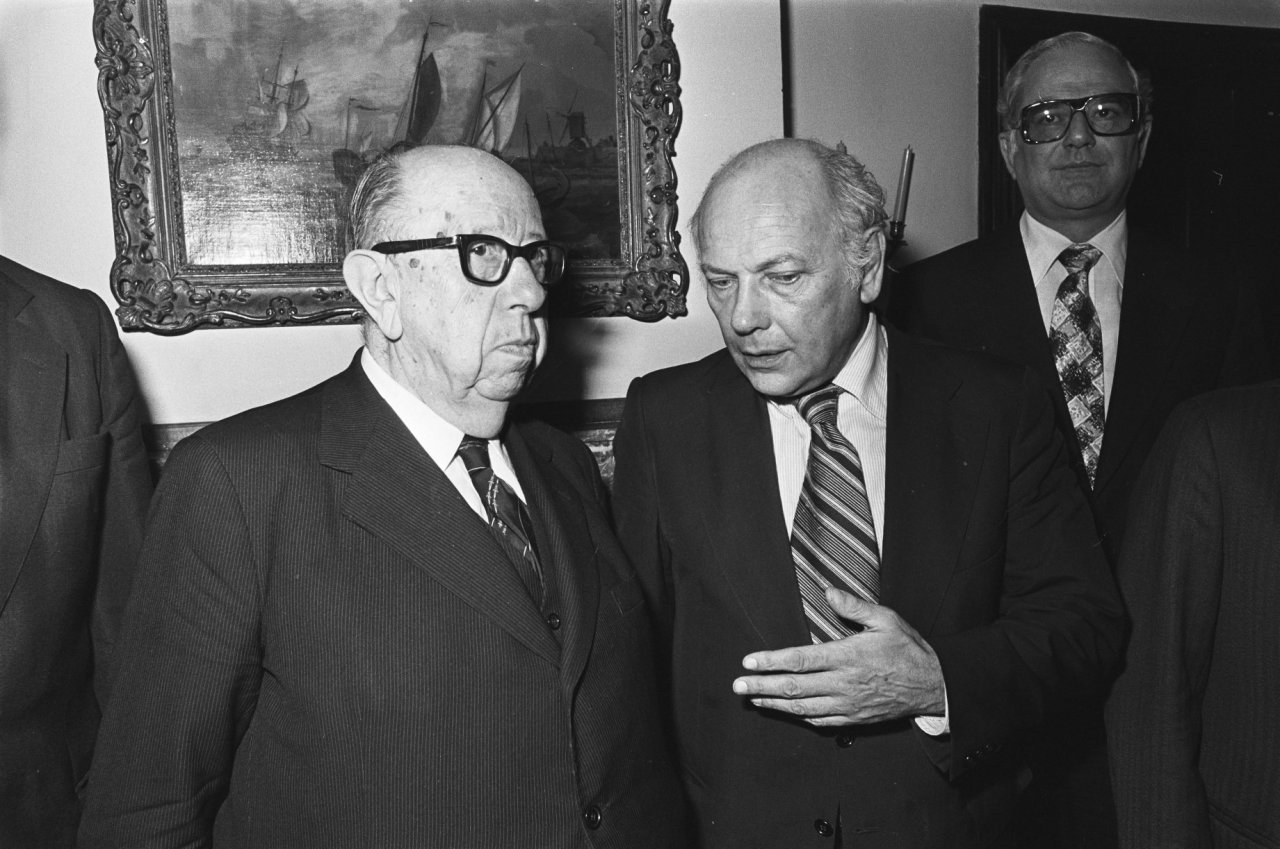
José María Gil-Robles, ancien chef de la Confédération espagnole des droites autonomes.

De plus, Fraga, pour se ménager les militaires, incarcère certains membres de la Coordination démocratique. Paradoxalement, soucieux de leurs libertés de manœuvre et avec une once d’ambition politique, germa dans la tête de certains cadres du PSOE, du PSP voire du PCE ainsi que les chrétiens-démocrates et les anciens de la CEDA l’idée de négocier directement avec l’exécutif la portée et le calendrier de la réforme. Felipe González s’entretint pour la première fois avec le ministre de l’Intérieur le 30 avril : s’il contesta la légitimité du pouvoir, il souligna en revanche sa disposition à pactiser avec les secteurs du régime susceptibles de progresser vers la démocratie. Galván en fera autant tandis que Santiago Carrillo, craignant l’isolement de son parti et donc l’exclusion à très court terme du jeu politique, donna une conférence de presse le 2 avril à Paris où il déclara à l’intention du roi Juan Carlos : « si le roi Juan Carlos accepte la démocratie que le peuple espagnol veut implanter dans notre pays, le PCE ne s’opposera pas au monarque ».

logo de Newsweek depuis 2016

Pendant ce temps, Juan Carlos poursuivit son travail d’isolement et de déstabilisation d’Arias Navarro en accélérant le tempo afin d’éviter que la toute récente unité de l’opposition ne le mette sur la touche : le 26 avril, Newsweek publia une interview du roi réalisée par Arnaud de Borchgrave, sans citer son interlocuteur. Dans cet article, Borchgrave rapporta l’exaspération du monarque devant la politique d’Arias, qui est en train de polariser aussi bien la Droite que la Gauche contre le gouvernement. Juan Carlos avait pu entendre de la bouche de plusieurs chefs de l’opposition modérée que la politique répressive du gouvernement ne leur avait laissé d’autre option que celle d’adhérer à la coordination démocratique, donc une alliance avec le parti communiste. En conclusion, le jugement que portait le roi sur son premier ministre et sa politique est sans appel : « an umitigated disaster » (un désastre total)…
Véritable bombe politique à fragmentation, cet article provoqua l’ébullition du Bunker, nourrissant les ambitions de Fraga et Areilza sur un possible changement ministériel tandis que Arias Navarro, rouge de colère, somme le roi de publier un démenti ferme. Ce que ce dernier refuse puisque officiellement il n’a pas participé à cette interview. L’opposition quant à elle y voit une fenêtre d’opportunité.
La réforme suit son cours malgré tout : la commission mixte ayant clôturé ses travaux, le chef du gouvernement peut présenter le calendrier et le contenu des textes le 28 avril. En gros : le droit d’association politique est réformé, ainsi que le droit de réunion et de manifester et du Code pénal. Ce premier volet de réforme devait être complété par une modification des Cortes qui doit se traduire par la création de deux chambres législatives, un congrès élu au suffrage universel par les représentants de la famille et un Sénat qui absorberait le Conseil national. Une nouvelle loi électorale doit permettre l'élection des députés au suffrage universel le tout complémenté par une modification de la loi de succession qui rétablirait les mécanismes dynastiques de la succession au trône. Un référendum est annoncé pour le mois d'octobre, suivi de la convocation d'élections générales et municipales au premier trimestre de 1977.
Arias Navarro prononce un discours radiotélévisé qui est, en quelque sorte, une contre-attaque médiatique, indirecte, envers le roi. Il affirme : « Je crois à la nécessité absolue de la réforme » et enchaîne par une diatribe de poncifs éculés sous le franquisme en parlant de « subversion », de « vengeance » et, summum de son intervention, sa référence à l’opposition « Nous savons que le communisme international n’a pas oublié sa déroute sur notre sol [...] nous ne tomberons pas dans la naïveté de construire un système de libertés en collaboration avec ceux qui les nient, les méprisent et cherchent leur destruction ».
Dans la continuité du choc de l’interview du roi, la présentation de la réforme active la déception des uns et la vengeance des autres. L’opposition tente le tout pour le tout et organise un rassemblement de masse pour le 1er mai dans les principales villes du pays. Cependant Fraga, arrête les principaux dirigeants syndicaux bien avant la date fatidique. D'ailleurs il fit parvenir au gouverneur des ordres très stricts pour empêcher tout rassemblement sur la voie publique. Finalement l'opposition ne parvient pas à faire descendre les masses dans la rue et cette journée se solde par un échec. L'hebdomadaire Cambio 16 pouvait ainsi résumer la journée en écrivant qu’il y eut « […] plus de déploiements policiers que de manifestants ».

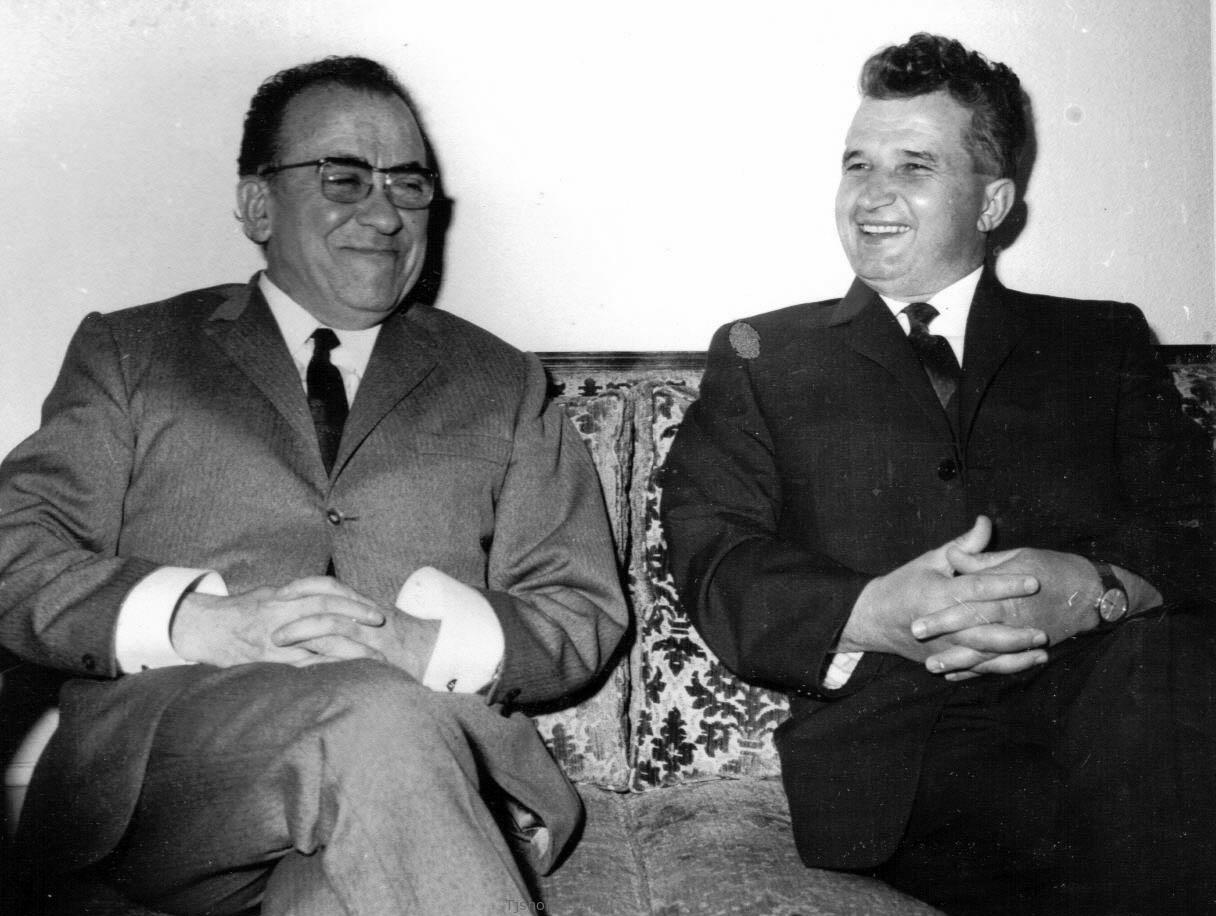
Santiago Carilio et Nicolae Ceausescu.

De son côté, Arias Navarro choisit la procédure législative ordinaire plutôt que de légiférer par décrets-lois, comme l’y autorisent les normes législatives franquistes. Le Bunker n’attendait que ça. En effet, en procédant ainsi, le gouvernement s’expose aux manœuvres dilatoires des ultras du régime adversaires de la réforme.
Parallèlement, Juan Carlos continue son travail d’évitement du gouvernement. Quelques jours après le 1er mai, il entre en contact avec Santiago Carrillo via le dirigeant roumain Nicolae Ceaușescu. Ce dernier délivre au dirigeant communiste espagnol un message du roi d'Espagne, lui demandant d'être patient et de comprendre que le PCE devrait attendre encore quelques années sa législation. Carrillo rejette la proposition de Juan Carlos et exigea une légalisation du parti communiste en même temps que les autres partis. Guère étonné de ce refus, Juan Carlos se satisfait de cette prise de contact afin de démontrer qu'il est, lui, disposé à discuter.

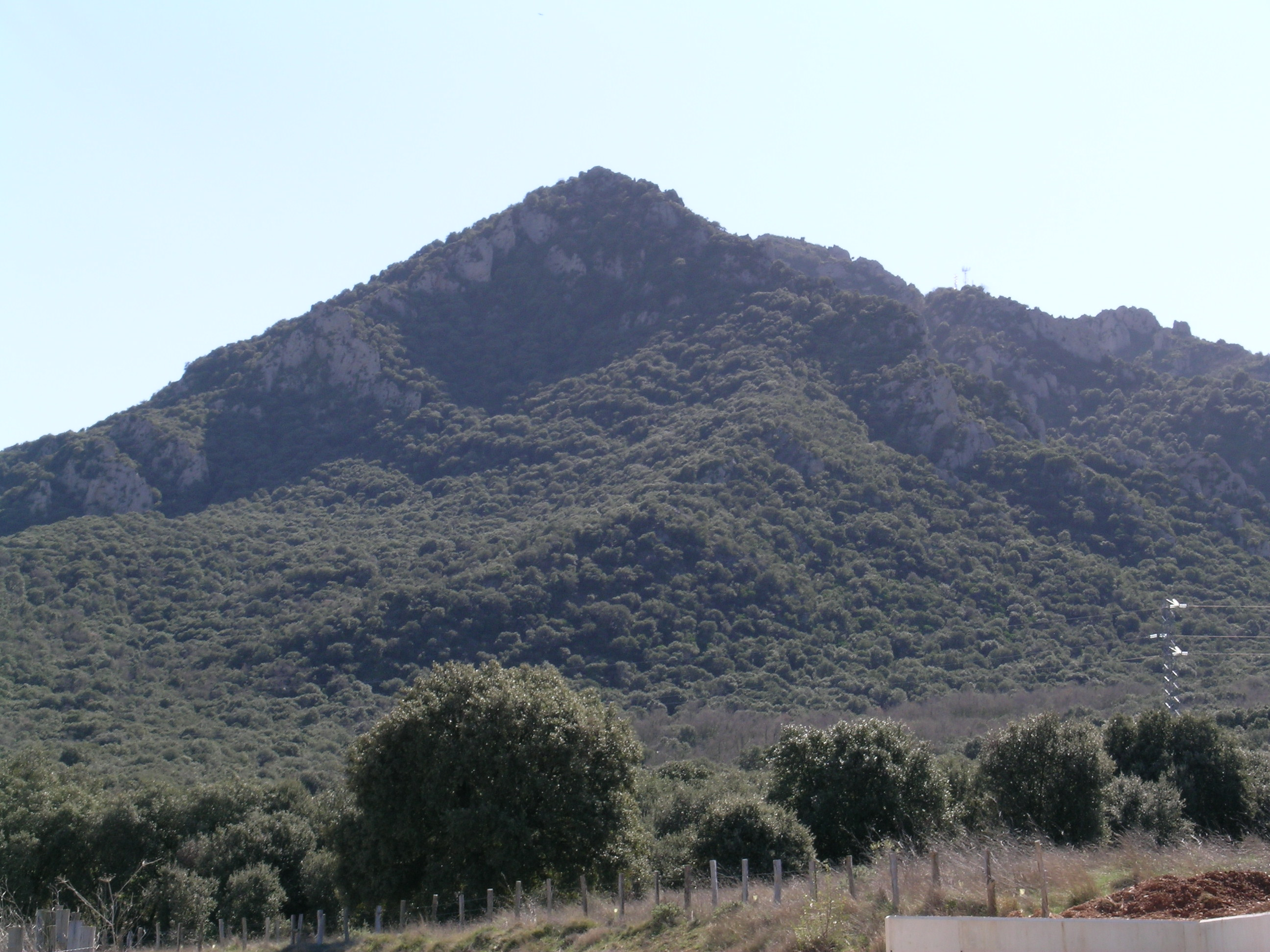
Montejurra.

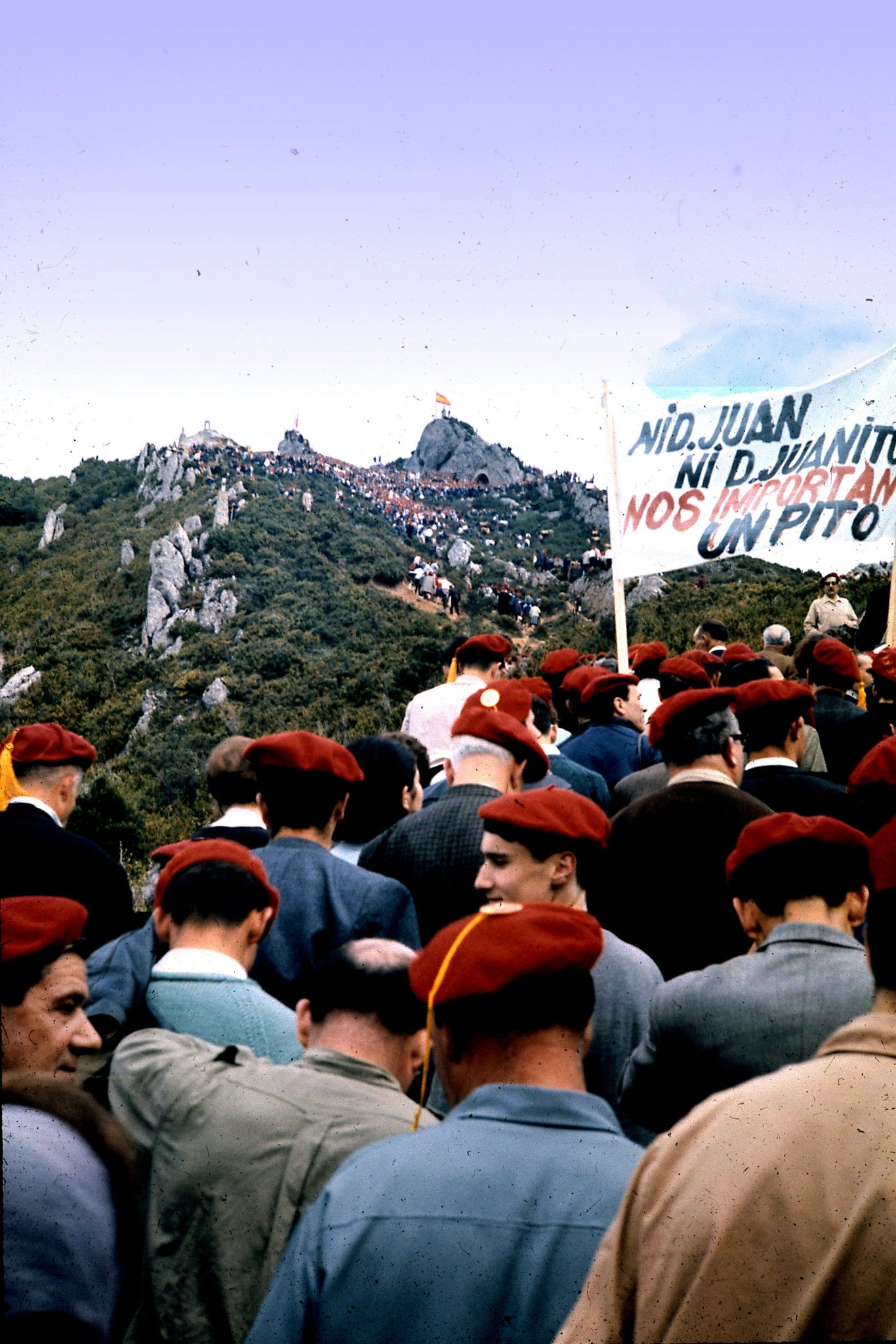
Manifestation de carlistes à Montejurra.

Cependant, un nouveau drame se prépare : le 9 mai, comme chaque année, les carlistes se réunissent sur la colline de Montejurra pour commémorer le souvenir des Requetés ; ces miliciens carlistes dont 60 000 d'entre eux ont pris part à la guerre civile dont quelque 6 000 sont morts. Mais le mouvement traditionaliste est fortement divisé entre les partisans de Carlos Hugo de Borbón adepte du socialisme autogestionnaire et son frère, Sixte-Henri de Bourbon-Parme plus proche du carlisme originel, acquis aux idées et aux hommes les plus rétrogrades du régime comme Blas Piñar et son mouvement Fuerza Nueva. Ces derniers, appuyés par des néo-fascistes italiens, ouvrirent le feu sur les partisans de Carlos Hugo de Borbón faisant deux morts sous l’œil impavide de la garde civile. Les hugotistes accusèrent Fraga et son ministère d'avoir sciemment encouragé et armé les agresseurs. Cette fusillade ajouta au discrédit d'Arias et de son gouvernement qui continue cependant son train de réformes de la législation franquiste en vigueur.

Le 25 mai, Fraga présente devant les Cortes franquistes le projet de loi de réunion et de manifestation avec seulement quatre voix négatives. Le 9 juin, le ministre du Mouvement national, Adolfo Suárez, présente la réforme de la loi sur les associations politiques. D’entrée de jeu, le ministre du Mouvement nuance les propos immobilistes de son chef de gouvernement. Il invite les procuradores à accomplir « un pas décisif vers la société démocratique que nous recherchons ! » Il tempère toutefois son propos de manière adroite entre les totems franquistes (paix sociale, consolidation de l’État, développement économique) et la métaphore progressiste : 

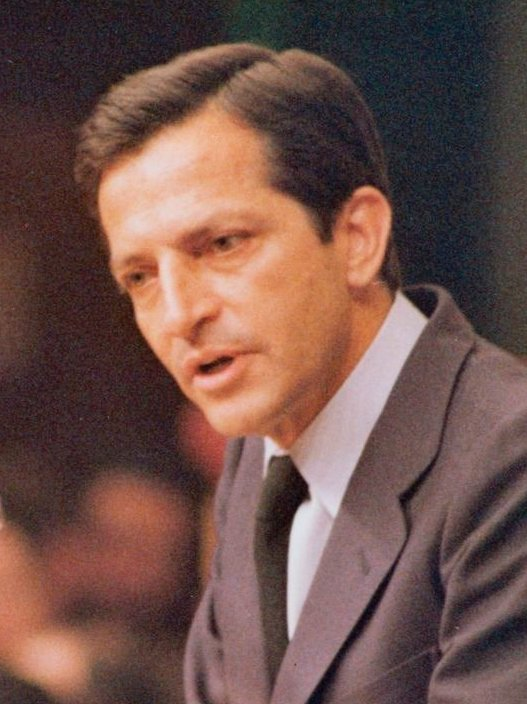
Suárez devant les cortès Franquiste.

« Le pluralisme, messieurs les procuradores, n’est pas une invention d’aujourd’hui […]. Au contraire, l’état que nous servons est né pluriel. »

 Il garde en tête qu’il faut faire croire aux procuradores qu’ils sont non seulement partie prenante de cette ouverture au pluralisme politique, mais qu’ils en sont à bien des égards les initiateurs :

« Penser, en 1976, que l’efficacité évolutive du système n’a pas été capable d’établir des bases solides pour accéder aux libertés publiques, cela revient, messieurs, à déprécier l’œuvre gigantesque de cet espagnol qui s'appelait Francisco Franco et auquel nous devrons toujours rendre hommage. Notre peuple, qui au début de son œuvre de gouvernement demandait simplement du pain, demande aujourd’hui de la qualité dans la consommation. Et de même que jadis il demandait de l’ordre pour pouvoir se reconstruire, son langage est aujourd’hui celui de la liberté. »

 Le projet de loi est adopté par 338 votes favorables, 91 votes contre et 25 abstentions. Son efficacité est cependant subordonnée à la réforme du Code pénal, présentée dans la foulée l’après-midi par le ministre de la Justice, Antonio Garrigues. Après ces deux premiers votes, on semblait avoir surestimé le pouvoir de nuisance du Bunker. Pourtant à l'annonce d'un nouvel attentat de l'ETA, une vive émotion traversa les rangs des procuradores. L’assassinat du chef du Movimiento de Basauri attisa la fureur du Bunker qui trouva là un argument supplémentaire pour convaincre les indécis contre ce projet qualifié, selon eux, de laxiste.
Voulant éviter d'être mis en minorité aux Cortes, on tenta un compromis sur les associations. Un changement de dernière minute stipula que seront déclarées illégales les associations « soumises à une discipline internationale, se proposent d'implanter un régime totalitaire ». On fermait clairement la porte à une légalisation du parti communiste.
Enhardi par cette victoire, le Bunker poussa son avantage deux jours plus tard au Conseil National en mobilisant ses membres contre le projet de réforme des Cortes qui prévoyait la suppression dans le futur Sénat du groupe des quarante conseillers désignés par Franco. Le projet est renvoyé au gouvernement sans avoir obtenu l'approbation du Conseil National.
Le blocage de la réforme est total et le gouvernement d'Arias Navarro est totalement discrédité. L'opposition non communiste ne cache pas sa déception et songe, en conséquence, à développer le dialogue avec la Coordination démocratique, d'obédience pro-communiste. Fraga, affolé, confie à Cyrus Sulzberger du New York Times, qu'il faudrait légaliser le parti communiste tôt ou tard. Bronca générale. Arias et les ministres militaires exigent que Fraga apporte un démenti catégorique, ce que ce dernier refusa.

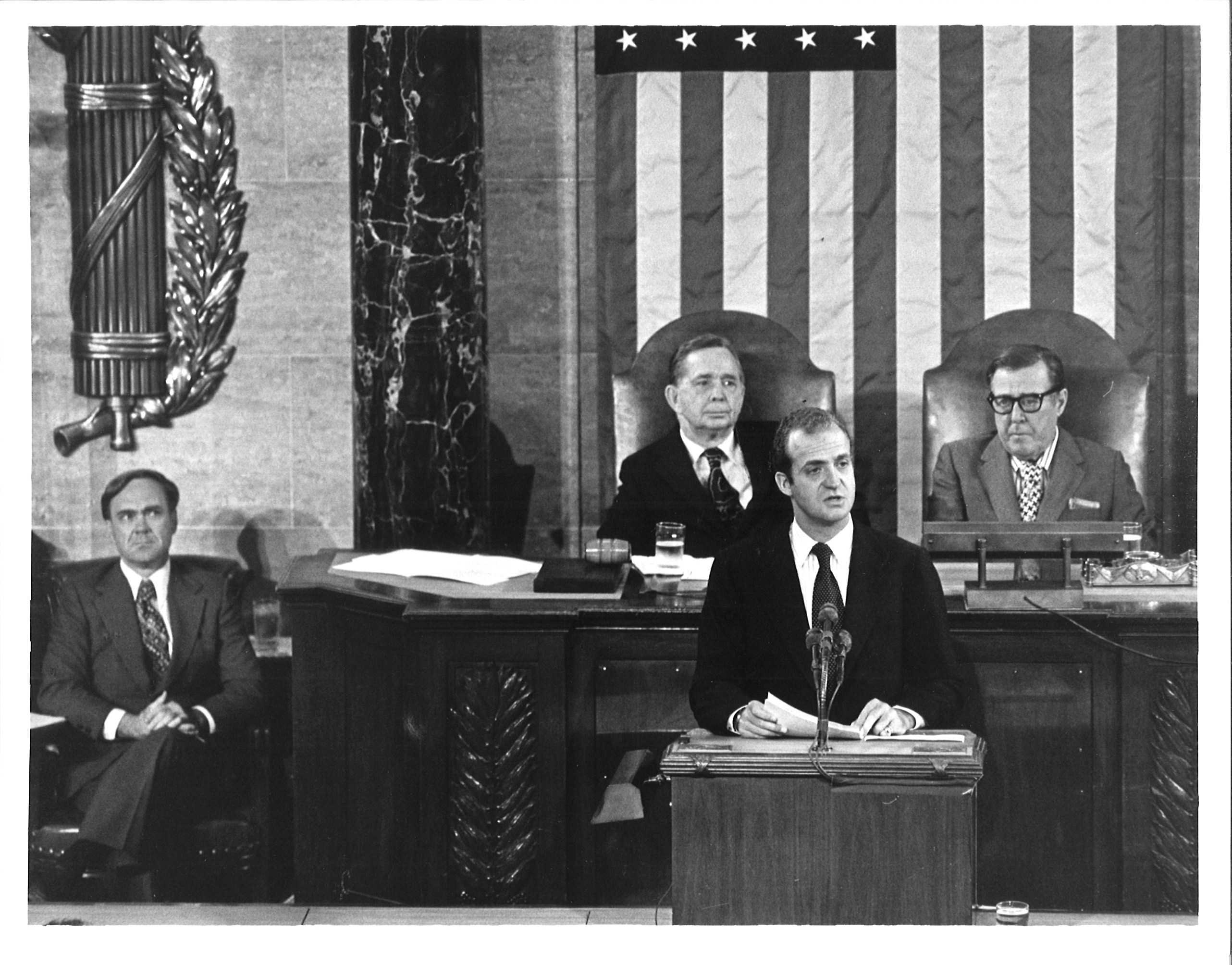
Juan Carlos Ier devant le Congrès américain le 6 juin 1976

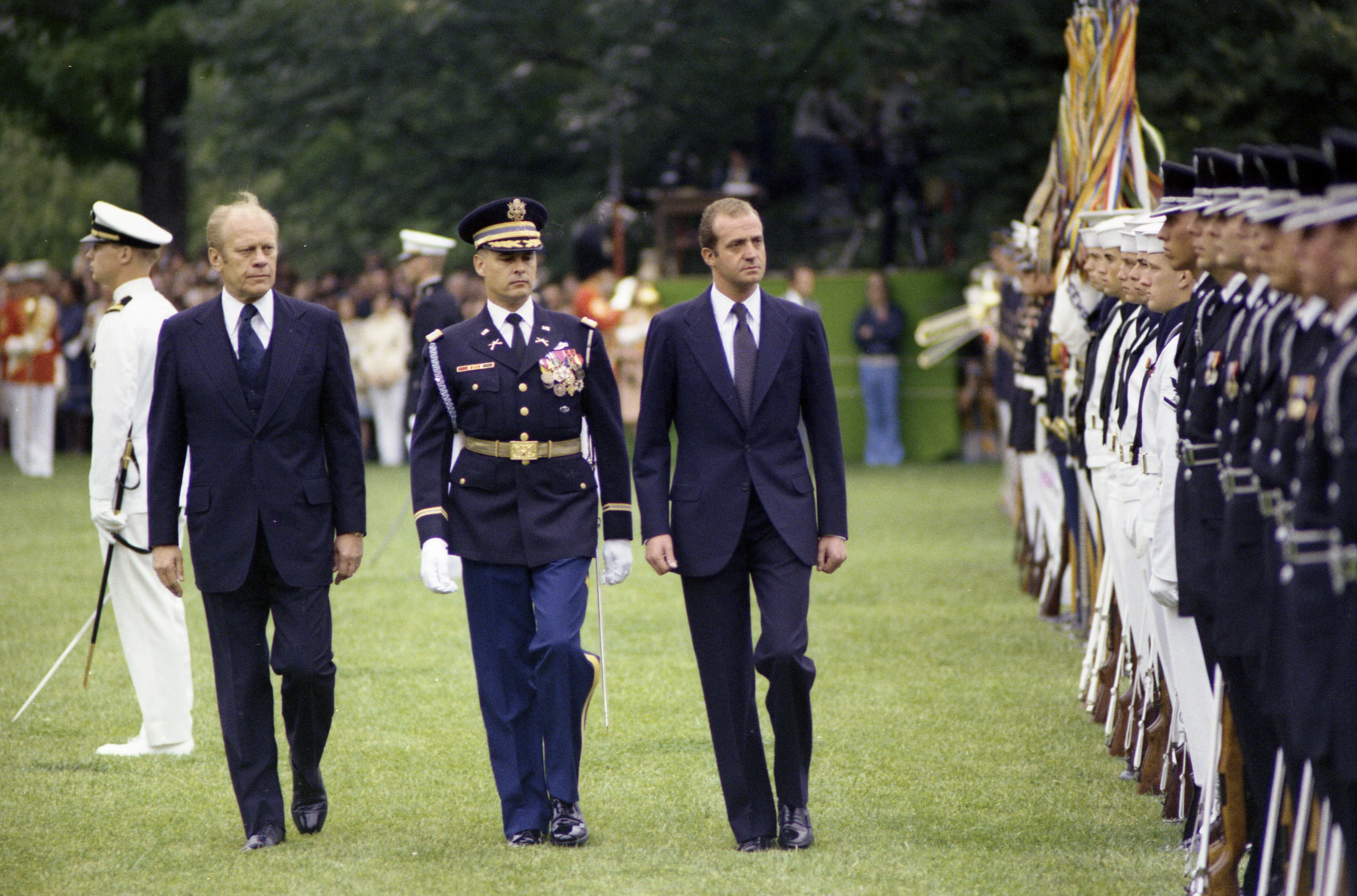
Le Roi d'Espagne et le président Ford passent les troupes en revue le 2 juin 1976

Cette crise est le coup d’envoi du changement ministériel que Juan Carlos prépare depuis mars. Une dernière étape est pourtant essentielle : consulter et rassurer Washington sur ses intentions. La visite officielle du roi d'Espagne pour célébrer le bicentenaire des États-Unis est l'occasion de préciser la direction dans laquelle il veut orienter la réforme politique. Pour l'occasion, il s'adresse au Congrès en termes hardis :

« La Monarchie espagnole s'est engagée dès le premier jour à être une institution ouverte dans laquelle tous les citoyens puissent trouver un large espace pour leur participation politique, sans discrimination d'aucune sorte et sans pressions indues de groupes sectaires et extrémistes. [...] La Couronne fera en sorte que, sous les principes de la Démocratie, la paix sociale et la stabilité politique soient maintenues en Espagne, tandis qu'elle assurera l'accès ordonné au pouvoir des différentes alternatives de gouvernement, selon les désirs du peuple librement exprimés, »

Lors d'une entrevue avec Kissinger, ce dernier lui fit comprendre que les États-Unis ne voient aucune raison d'empêcher la légalisation du PCE par le gouvernement espagnol mais qu'elles verraient d'un bon œil si le PCE restait ostracisé.
Fort de son succès et de la neutralité des États-Unis, Juan Carlos Ier organisa avec l'aide du président des Cortes, Torcuato Fernández-Miranda, l'offensive finale de déstabilisation. Le 1er juillet 1976, profitant d'une réunion bihebdomadaire du Conseil du Royaume, il demanda à Arias Navarro sa démission en bonne et due forme. Trois jours après la démission d'Arias, le Conseil du Royaume propose une liste de noms dans laquelle figure le nom d'Adolfo Suárez.